# Sylvia Syms (Sängerin)

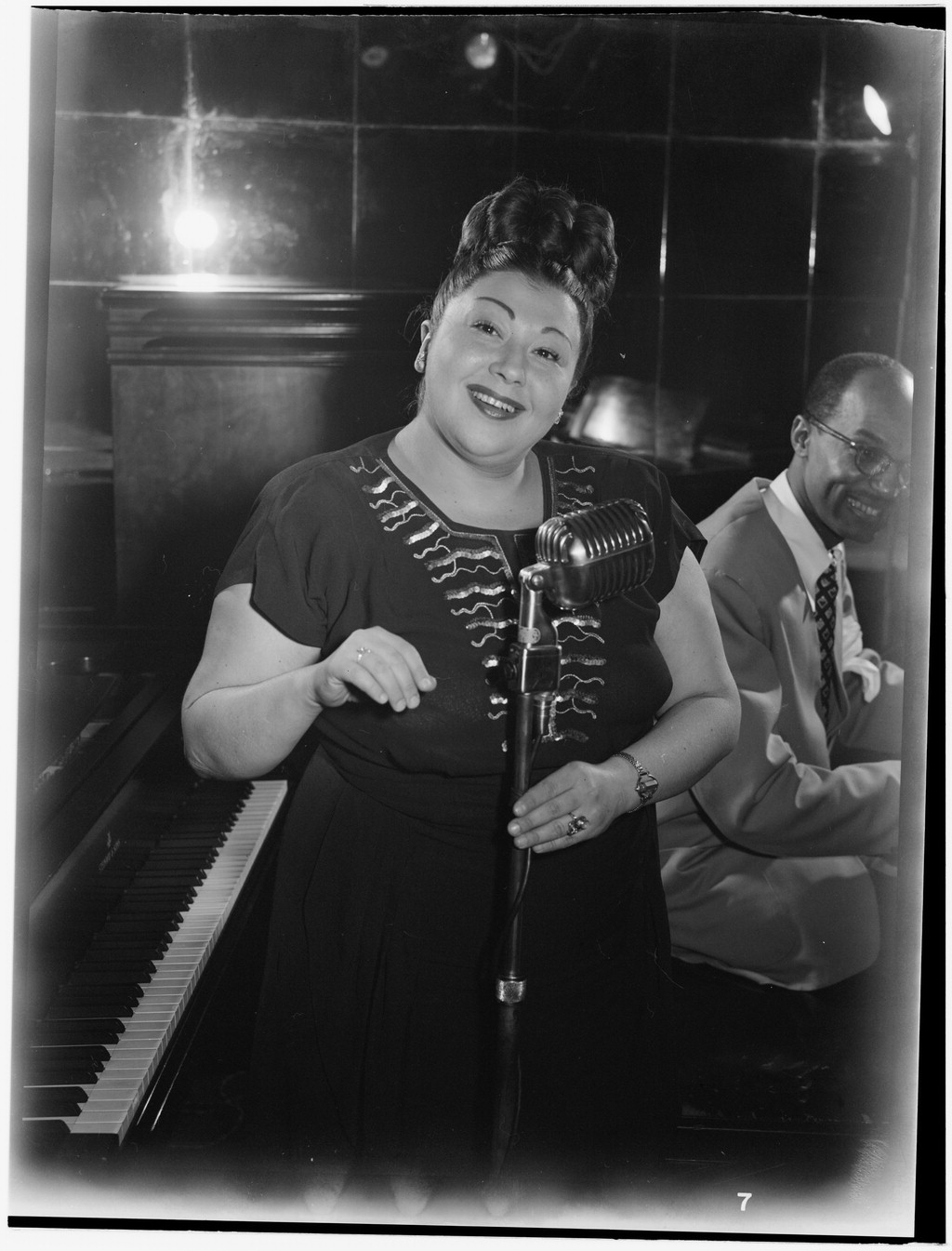
Sylvia Syms

Sylvia Syms (* 2. Dezember 1917 in Brooklyn, New York City; † 10. Mai 1992 in New York City; eigentlich Sylvia Blagman) war eine US-amerikanische Jazzsängerin.

## Leben
Syms wuchs nach überstandener Kinderlähmung in die Jazz-Szene Brooklyns hinein, wo sie von Billie Holiday unterstützt wurde, sich mit Benny Carter und Art Tatum anfreundete und 1941 ihr Debüt als Sängerin gab. Seit Ende der vierziger Jahre übernahm sie auch Rollen in verschiedenen Musicals. Zeitweise stand sie bei der Plattenfirma Decca unter Vertrag; daneben arbeitete sie für verschiedene kleinere Label.
Vor allem auf kleineren Bühnen und in den Jazzklubs entlang der Ostküste zuhause, reifte sie in den folgenden Jahrzehnten zu einer der profiliertesten weißen Jazzsängerinnen der USA. Zu ihren bekanntesten Interpretationen zählen I Could Have Danced All Night, Guess I'll Hang My Tears Out To Dry und Fun to Be Fooled.
Zu Syms' Freunden und Bewunderern gehörte Frank Sinatra, der sie mehrfach als „weltbeste Saloon-Sängerin“ bezeichnete und ihr wegen ihrer fülligen Figur den Spitznamen Buddha gab. 1982 übernahm Sinatra die Orchesterleitung für ihr gemeinsames Album Syms By Sinatra, arrangiert und produziert von Sinatras Hausarrangeur Don Costa.
Syms stand bis in ihre letzten Lebenstage hinein auf der Bühne. Sie starb während eines Konzerts im New Yorker Algonquin-Hotel an einem Herzinfarkt.

## Diskographie (Auswahl)
- Songs By Sylvia Syms (1955)
- Sylvia Syms Sings (1956)
- Sylvia Is (1965)
- For Once In My Life (1967)
- Syms By Sinatra (1982, mit Frank Sinatra)
- You Must Believe In Spring: The Words of Alan & Marilyn Bergman (1991)